# Dicranostyles solimoesensis
Dicranostyles solimoesensis är en vindeväxtart som beskrevs av Mennega. Dicranostyles solimoesensis ingår i släktet Dicranostyles och familjen vindeväxter. Inga underarter finns listade i Catalogue of Life.